# El Mocambo
El Mocambo è un locale di Toronto, Canada, situato al numero 464 di Spadina Avenue; il locale ha svolto un ruolo importante nello sviluppo della musica popolare a Toronto sin dal 1948. È noto soprattutto per il concerto a sorpresa del 1977 dei Rolling Stones, che divenne famoso a livello nazionale per la presenza della moglie dell'allora Primo Ministro Pierre Trudeau, Margaret Trudeau, che stava festeggiando con gli Stones; e per aver ospitato svariate altre esibizioni dal vivo di celebri artisti musicali.

## Principali concerti

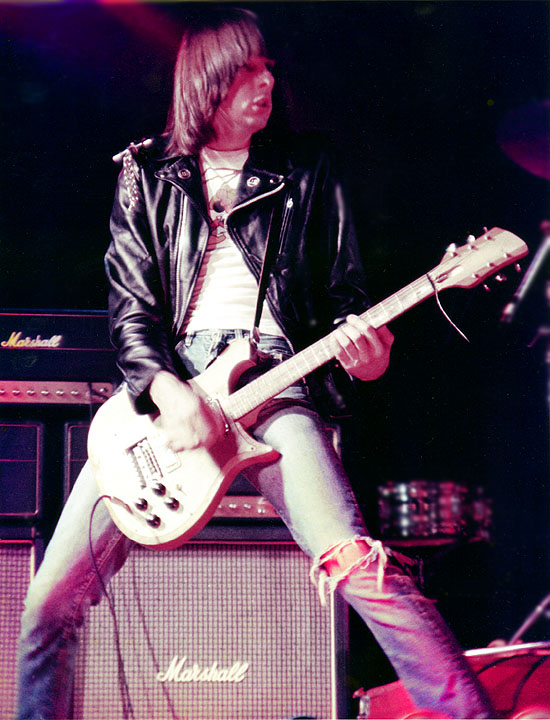
Johnny Ramone dei Ramones, El Mocambo (1977)

Nel corso degli anni, altri grandi artisti della musica pop si sono esibiti nel locale, inclusi Marilyn Monroe e Dan Schafer oltre a vari musicisti jazz famosi a livello internazionale, come Grover Washington Jr., Charles Mingus e Al Di Meola, e artisti rock come U2,  Switchfoot, Moxy, Elvis Costello, The Ramones, John Cougar Mellencamp, Duran Duran, Dream Theater, The Rolling Stones, Stevie Ray Vaughan & Double Trouble, April Wine, Eek A Mouse, Durutti Column, Snakefinger, Bo Diddley, Tom Cochrane and Red Rider,  Blondie, The Cars, Meat Loaf, Jimi Hendrix, Half Japanese, Queens of the Stone Age, Bon Jovi, Teenage Head, Sum 41, Shakin' Natives, Etta Royal e Congress Court.
Il 4 marzo 1977, alla ricerca di un luogo insolito in cui registrare, i Rolling Stones suonarono la prima delle due esibizioni al club (la seconda avvenne la sera dopo), presentandosi sotto pseudonimo come "The Cockroaches". Fu la loro prima esibizione dal vivo in un club in 14 anni. Il loro gruppo di apertura furono i rocker canadesi April Wine di Montreal. Parte dello spettacolo degli Stones fu registrato e pubblicato sulla terza facciata del doppio album Love You Live, che raggiunse la terza posizione in classifica nel Regno Unito e la quinta negli Stati Uniti. Gli April Wine sfruttarono l'attrezzatura high-tech per la registrazione a distanza portata dagli Stones per registrare anche il loro concerto per un album live. Nel 2022 è stato pubblicato l'album El Mocambo 1977 che contiene gran parte dell'esibizione degli Stones (il completo secondo show più tre tracce dal primo show come bonus tracks).
Il 9 maggio 2008 i Queens of the Stone Age tennero un concerto a sorpresa nel locale come parte della loro tournée in Canada.

## Album dal vivo
Le principali registrazioni dal vivo effettuate da altre band/artisti nel locale includono:
- Big Walter Horton — Live at the El Mocambo (1973)
- The Amboy Dukes — (1973)
- Starz — Live at the El Mocambo (1973)
- April Wine — Live at the El Mocambo (1977)
- Rolling Stones — Love You Live (1977), El Mocambo 1977 (2022)
- Elvis Costello — Live at the El Mocambo (1978)
- The Cars — 14th September 1978 El Mocambo Toronto
- MacLean & MacLean — MacLean & MacLean Suck Their Way to the Top (1980)
- The Whiskey Howl Big Band — Live at the El Mocambo (1981)
- Downchild Blues Band — But I'm On The Guest List (1982)
- Stevie Ray Vaughan & Double Trouble — Live at the El Mocambo (1983)
- Sheriff — Live at El Mocambo (1983)
- Moxy — Raw (2001)
- Zoobombs — Bomb You Live (2001)
- Mainline — Last Show @ The Elmo (2001)
- The Sinisters — Live (2003)
- Toronto Police Pipe Band — Live at the El Mocambo (2010)
- Silverstein — Decade (Live at the El Mocambo) (2010)
- Andre Pettipas and The Giants — Live at The El Mocambo (2022)
- Wang Chung — Live at The El Mocambo (2024)